# Chronique de Peder Svart
La chronique de Peder Svart (suédois : Peder Svarts krönika) est une chronique écrite au XVIe siècle par l'évêque de Västerås Peder Svart (mort en 1562). Elle relate la vie du roi Gustave Vasa de sa naissance en 1496 à la naissance de son fils Éric en 1533.
La chronique est particulièrement élogieuse envers Gustave Vasa, qui y fait figure de père fondateur de la nation suédoise, soucieux du bien-être de son peuple. Elle n'est pas considérée comme fiable par les historiens, mais n'en est pas moins une source dans laquelle on a largement puisé, en raison de son grand niveau de détail, de ses qualités littéraires, et parce qu'elle est le seul témoignage disponible pour certaines périodes de la vie du roi.
Deux théories s'opposent quant aux conditions dans laquelle la chronique a été rédigée. Selon la première, l'œuvre est entièrement attribuable à Peder Svart, qui l'aurait écrite pendant les deux années qui ont séparé sa propre mort en 1562 de celle de Gustave Vasa en 1560. Le récit s'appuierait sur des sources d'origines variées. Selon la seconde, qui est jugée plus crédible entre autres par l'historien Lars-Olof Larsson, le travail de rédaction a commencé alors que Peder Svart était prêtre auprès de la cour du roi, et a été effectué en grande partie sous la dictée de Gustave Vasa lui-même. En témoignent notamment le fait qu'Éric XIV est appelé prince héritier et non roi, et que le style rappelle plus celui de Gustave Vasa que celui des autres écrits de Peder Svart qui ont été conservés.